# Grand Prix automobile d'Argentine 1995
GP précédent GP suivant
Le Grand Prix automobile d'Argentine 1995 (Gran Premio Marlboro de Argentina), disputé sur le Circuit Oscar Alfredo Galvez à Buenos Aires en Argentine le 9 avril 1995, est la dix-huitième édition du Grand Prix, le 566e Grand Prix de Formule 1 couru depuis 1950 et la deuxième manche du championnat 1995.

## Grille de départ
| Pos. | No | Pilote                 | Écurie             | Temps Q1       | Temps Q2        | Écart      |
| ---- | -- | ---------------------- | ------------------ | -------------- | --------------- | ---------- |
| 1    | 6  | David Coulthard        | Williams-Renault   | 1 min 54 s 670 | 1 min 53 s 241  |            |
| 2    | 5  | Damon Hill             | Williams-Renault   | 1 min 55 s 677 | 1 min 54 s 057  | + 0 s 816  |
| 3    | 1  | Michael Schumacher     | Benetton-Renault   | 1 min 57 s 056 | 1 min 54 s 272  | + 1 s 031  |
| 4    | 15 | Eddie Irvine           | Jordan-Peugeot     | 1 min 56 s 615 | 1 min 54 s 381  | + 1 s 140  |
| 5    | 8  | Mika Häkkinen          | McLaren-Mercedes   | 1 min 56 s 449 | 1 min 54 s 529  | + 1 s 288  |
| 6    | 27 | Jean Alesi             | Ferrari            | 1 min 55 s 213 | 1 min 54 s 637  | + 1 s 396  |
| 7    | 4  | Mika Salo              | Tyrrell-Yamaha     | 1 min 57 s 738 | 1 min 54 s 757  | + 1 s 516  |
| 8    | 28 | Gerhard Berger         | Ferrari            | 1 min 56 s 260 | 1 min 55 s 276  | + 2 s 035  |
| 9    | 30 | Heinz-Harald Frentzen  | Sauber-Ford        | 1 min 55 s 583 | 1 min 56 s 168  | + 2 s 342  |
| 10   | 14 | Rubens Barrichello     | Jordan-Peugeot     | 1 min 56 s 746 | 1 min 56 s 114  | + 2 s 873  |
| 11   | 2  | Johnny Herbert         | Benetton-Renault   | 1 min 57 s 068 | 1 min 57 s 341  | + 3 s 827  |
| 12   | 9  | Gianni Morbidelli      | Arrows-Hart        | 1 min 57 s 684 | 1 min 57 s 092  | + 3 s 851  |
| 13   | 24 | Luca Badoer            | Minardi-Ford       | 1 min 57 s 167 | 1 min 57 s 657  | + 3 s 926  |
| 14   | 12 | Jos Verstappen         | Simtek-Ford        | 2 min 02 s 410 | 1 min 57 s 231  | + 3 s 990  |
| 15   | 3  | Ukyo Katayama          | Tyrrell-Yamaha     | 1 min 59 s 909 | 1 min 57 s 484  | + 4 s 243  |
| 16   | 23 | Pierluigi Martini      | Minardi-Ford       | 1 min 58 s 066 | 2 min 01 s 059  | + 4 s 825  |
| 17   | 7  | Mark Blundell          | McLaren-Mercedes   | 1 min 58 s 660 | 1 min 58 s 767  | + 5 s 419  |
| 18   | 26 | Olivier Panis          | Ligier-Mugen-Honda | 1 min 59 s 204 | 1 min 58 s 824  | + 5 s 583  |
| 19   | 25 | Aguri Suzuki           | Ligier-Mugen-Honda | 2 min 01 s 446 | 1 min 58 s 882  | + 5 s 641  |
| 20   | 11 | Domenico Schiattarella | Simtek-Ford        | 2 min 02 s 806 | 1 min 59 s 539  | + 6 s 298  |
| 21   | 29 | Karl Wendlinger        | Sauber-Ford        | 2 min 01 s 774 | 2 min 00 s 751  | + 7 s 510  |
| 22   | 17 | Andrea Montermini      | Pacific-Ford       | 2 min 01 s 763 | 43 min 31 s 316 | + 8 s 522  |
| 23   | 16 | Bertrand Gachot        | Pacific-Ford       | 2 min 04 s 050 | 2 min 09 s 359  | + 10 s 809 |
| 24   | 22 | Roberto Moreno         | Forti-Ford         | 2 min 04 s 481 | 2 min 15 s 398  | + 11 s 240 |
| 25   | 21 | Pedro Diniz            | Forti-Ford         | 2 min 05 s 932 | Pas de temps    | + 12 s 691 |
| 26   | 10 | Taki Inoue             | Arrows-Hart        | 2 min 07 s 298 | Pas de temps    | + 14 s 057 |

## Classement de la course
| Pos. | No | Pilote                 | Écurie             | Tours | Temps/Abandon       | Grille | Points |
| ---- | -- | ---------------------- | ------------------ | ----- | ------------------- | ------ | ------ |
| 1    | 5  | Damon Hill             | Williams-Renault   | 72    | 1 h 53 min 14 s 532 | 2      | 10     |
| 2    | 27 | Jean Alesi             | Ferrari            | 72    | + 6 s 407           | 6      | 6      |
| 3    | 1  | Michael Schumacher     | Benetton-Renault   | 72    | + 33 s 376          | 3      | 4      |
| 4    | 2  | Johnny Herbert         | Benetton-Renault   | 71    | + 1 tour            | 11     | 3      |
| 5    | 30 | Heinz-Harald Frentzen  | Sauber-Ford        | 70    | + 2 tours           | 9      | 2      |
| 6    | 28 | Gerhard Berger         | Ferrari            | 70    | + 2 tours           | 8      | 1      |
| 7    | 26 | Olivier Panis          | Ligier-Mugen-Honda | 70    | + 2 tours           | 18     |        |
| 8    | 3  | Ukyo Katayama          | Tyrrell-Yamaha     | 69    | + 3 tours           | 15     |        |
| 9    | 11 | Domenico Schiattarella | Simtek-Ford        | 68    | + 4 tours           | 20     |        |
| Nc.  | 21 | Pedro Diniz            | Forti-Ford         | 63    | Non classé          | 25     |        |
| Nc.  | 22 | Roberto Moreno         | Forti-Ford         | 63    | Non classé          | 24     |        |
| Abd. | 4  | Mika Salo              | Tyrrell-Yamaha     | 48    | Collision           | 7      |        |
| Abd. | 25 | Aguri Suzuki           | Ligier-Mugen-Honda | 47    | Collision           | 19     |        |
| Abd. | 23 | Pierluigi Martini      | Minardi-Ford       | 44    | Sortie de piste     | 16     |        |
| Abd. | 9  | Gianni Morbidelli      | Arrows-Hart        | 43    | Panne électrique    | 12     |        |
| Abd. | 10 | Taki Inoue             | Arrows-Hart        | 40    | Sortie de piste     | 26     |        |
| Abd. | 14 | Rubens Barrichello     | Jordan-Peugeot     | 33    | Moteur              | 10     |        |
| Abd. | 12 | Jos Verstappen         | Simtek-Ford        | 23    | Boîte de vitesses   | 14     |        |
| Abd. | 6  | David Coulthard        | Williams-Renault   | 16    | Accélérateur        | 1      |        |
| Abd. | 7  | Mark Blundell          | McLaren-Mercedes   | 9     | Boîte de vitesses   | 17     |        |
| Abd. | 15 | Eddie Irvine           | Jordan-Peugeot     | 6     | Moteur              | 4      |        |
| Abd. | 17 | Andrea Montermini      | Pacific-Ford       | 1     | Accident            | 22     |        |
| Abd. | 8  | Mika Häkkinen          | McLaren-Mercedes   | 0     | Collision           | 5      |        |
| Abd. | 16 | Bertrand Gachot        | Pacific-Ford       | 0     | Collision           | 23     |        |
| Abd. | 29 | Karl Wendlinger        | Sauber-Ford        | 0     | Collision           | 21     |        |
| Abd. | 24 | Luca Badoer            | Minardi-Ford       | 0     | Collision           | 13     |        |

## Pole position et record du tour
- Pole position :  David Coulthard en 1 min 53 s 241 (vitesse moyenne : 135,396 km/h).
- Meilleur tour en course :  Michael Schumacher en 1 min 30 s 522 au 55e tour (vitesse moyenne : 169,378 km/h).

## Tours en tête
- David Coulthard : 5 tours (1-5)
- Michael Schumacher : 6 tours (6-10 / 17)
- Damon Hill : 53 tours (11-16 / 26-72)
- Jean Alesi : 8 tours (18-25)

## Statistiques
- 10e victoire pour Damon Hill.
- 79e victoire pour Williams en tant que constructeur.
- 60e victoire pour Renault en tant que motoriste.
- À la suite du tête-à-queue de Jean Alesi qui provoqua des collisions, un second départ est donné que ne prend pas Luca Badoer.

## Classements généraux à l'issue de la course
- Note : Benetton et Williams ont été disqualifiés lors du Grand Prix inaugural du Brésil pour utilisation de carburant non conforme à la réglementation de la Formule 1[3]. L'échantillon d'essence prélevé à l'issue de la course ne correspondait pas aux spécifications de l'échantillon témoin fourni à la FIA[4]. Les écuries ont fait appel de cette décision, ce qui a conduit à une annulation de la sanction concernant les pilotes qui ont conservé leurs points, mais un maintien de la pénalité pour les écuries. Benetton a ainsi perdu les 10 points de la victoire de Michael Schumacher et Williams les 6 points de la seconde place de David Coulthard, d'où une différence entre les points obtenus par ces écuries et les totaux des résultats de leurs pilotes[5],[6].

| Pos. | Pilote                | Écurie           | Points |
| ---- | --------------------- | ---------------- | ------ |
| 1    | Michael Schumacher    | Benetton-Renault | 14     |
| 2    | Damon Hill            | Williams-Renault | 10     |
| 3    | Jean Alesi            | Ferrari          | 8      |
| 4    | David Coulthard       | Williams-Renault | 6      |
| 5    | Gerhard Berger        | Ferrari          | 5      |
| 6    | Johnny Herbert        | Benetton-Renault | 3      |
| 7    | Mika Häkkinen         | McLaren-Mercedes | 3      |
| 8    | Heinz-Harald Frentzen | Sauber-Ford      | 2      |
| 9    | Mark Blundell         | McLaren-Mercedes | 1      |

| Pos. | Écurie           | Points |
| ---- | ---------------- | ------ |
| 1    | Ferrari          | 13     |
| 2    | Williams-Renault | 10     |
| 3    | Benetton-Renault | 7      |
| 4    | McLaren-Mercedes | 4      |
| 5    | Sauber-Ford      | 2      |